# La cuerda rota
La cuerda rota es una de las obras más representativas del pintor y escultor español Guillermo Silveira (1922-1987). Está pintada al óleo sobre lienzo y sus dimensiones son de 126 x 90 cm.

## Historia y descripción del autor
Si bien solo está firmado en el ángulo inferior izquierdo de la obra («G. SilveiraGG»), se sabe por distintas referencias familiares que el cuadro se pintó en su domicilio estudio de la antigua calle del Pilar (hoy Avda. Antonio Montero Moreno) n.º 1-3.º izda. de la capital pacense en 1968, en el que el artista residió con su familia desde mediados de 1962 hasta finales de la década de los sesenta o comienzos de la siguiente, en que se trasladó al bloque de suboficiales del Ejército del Aire, ubicado en Traseras de Colón n.º 1-1.º 2. Se conserva también en este aspecto una fotografía en blanco y negro de Silveira tomada en pleno proceso de realización de la pintura por el periodista y futuro yerno del pintor Fernando Saavedra Campos y publicada inicialmente en el diario Hoy con fecha 7 de noviembre de 1971.
En mayo de 1968 ganó el Segundo Premio de la III Bienal Extremeña de Pintura, dotado con una asignación económica de 20 000 pesetas, cuyo jurado estuvo presidido por el arquitecto y ensayista Fernando Chueca Goitia, director entonces del Museo Español de Arte Contemporáneo. En 1970 consiguió el Tercer Premio de Pintura (25 000 pesetas) de la Exposición Nacional de Arte Contemporáneo clausurada en Sevilla el miércoles 15 de julio, en cuyo caso se expuso en el Museo de Arte Contemporáneo (MEAC), originariamente en una de las salas dedicadas al realismo social, por el que fue catalogado en 1983 dentro del llamado «intimismo narrativo». Al desaparecer el MEAC tras la creación del Museo Nacional Centro de Arte Reina Sofía en 1988 pasó a engrosar sus fondos. Desde que fue cedido en 2009 para ser expuesto en Badajoz se conserva en depósito en el Museo Provincial de Bellas Artes (MUBA), donde ya de entrada figuró catalogado erróneamente como La primera cuerda rota:

"La cuerda rota" [es] obra de contenido espiritual profundo. Las dos figuras unidas. Madre vestida de payaso, con las botas rotas y pies montados uno encima de otro, en señal de humildad; la niña, en alpargatas, toca el violín y es consolada por la madre. Rota una cuerda del instrumento, rotas también sus almas. No es el medio de vida lo que se ha roto, sino algo más profundo, sus almas, su ilusión, el porqué del vivir de esos seres errantes.

Con tal motivo la noche del 20 de febrero del año siguiente se celebró una cena homenaje en el Casino de Badajoz, convocada por el crítico de arte del diario Hoy Antonio Zoido, para quien el pintor —que gozaba ya de cierto prestigio internacional—, tras haber «ido desprendiéndose adherencias, resonancias de las que se embriagó audazmente en sus comienzos, [se enfrenta ahora] con su propia y desnuda autenticidad».
Se conoce también al respecto la existencia de una carta en la que el por entonces encargado de las exposiciones itinerantes Jesús González le comunicaba:

Ministerio de Educación y Ciencia. Dirección General de Bellas Artes. Comisaría General de Exposiciones. Madrid, 25 de octubre de 1971. Sr. D. Guillermo Silveira. Badajoz.

Estimado amigo: Por Transportes Extremadura con fecha 5 de octubre le devolví su cuadro titulado Paisaje Urbano. Nos vimos en la necesidad de hacerlo a pesar nuestro ya que la exposición donde tenía que ir y donde figura su otra obra, La cuerda rota, estaba ya ultimada y llegó demasiado tarde. En breves fechas recibirá un catálogo donde figura esta última. Hoy dicha exposición ya está recorriendo la geografía nacional. Un cordial saludo.

## Certámenes y exposiciones
- Exposición de la Agrupación Nacional Sindical de Bellas Artes (ANSIBA). «España Vista por sus Artistas»: Nueva York (Estados Unidos, finales de 1968).[25] Tasada de cara a su posible venta en 70 000 pesetas.[26]
- «XXX Exposición Manchega de Artes Plásticas». Valdepeñas (Ciudad Real), septiembre de 1969 (n.º 39).[27][8]
- Muestra inaugural de la Sala Mariano Barbasán. Zaragoza, abierta al público el 27 de enero de 1972.[28]
- Selección de obras presentadas en la Exposición Nacional de Arte Contemporáneo de 1970 (itinerante). Centro Cultural Genaro Pozas. Huesca, 15-22 de febrero de 1972.[29]
- Exposición de fondos de los Museos de Arte Contemporáneo y Nacional de Bellas Artes. Caja de Ahorros y Monte de Piedad de Baleares (itinerante). Palma de Mallorca, 28 de agosto-1 de septiembre de 1972.[30]
- «Pintura Española Actual». Galería de Arte de la Caja de Ahorros Provincial. Alicante, 2-9 de noviembre de 1972.[31]
- «Guillermo Silveira». Museo Provincial de Bellas Artes. Badajoz, 26 de marzo-31 de mayo de 2009 (n.º 41).[32]
- «Adquisiciones, Donaciones y Depósitos (2009-2010)». Museo Provincial de Bellas Artes. Badajoz, 31 de marzo-30 de abril de 2011.

## Obras relacionadas

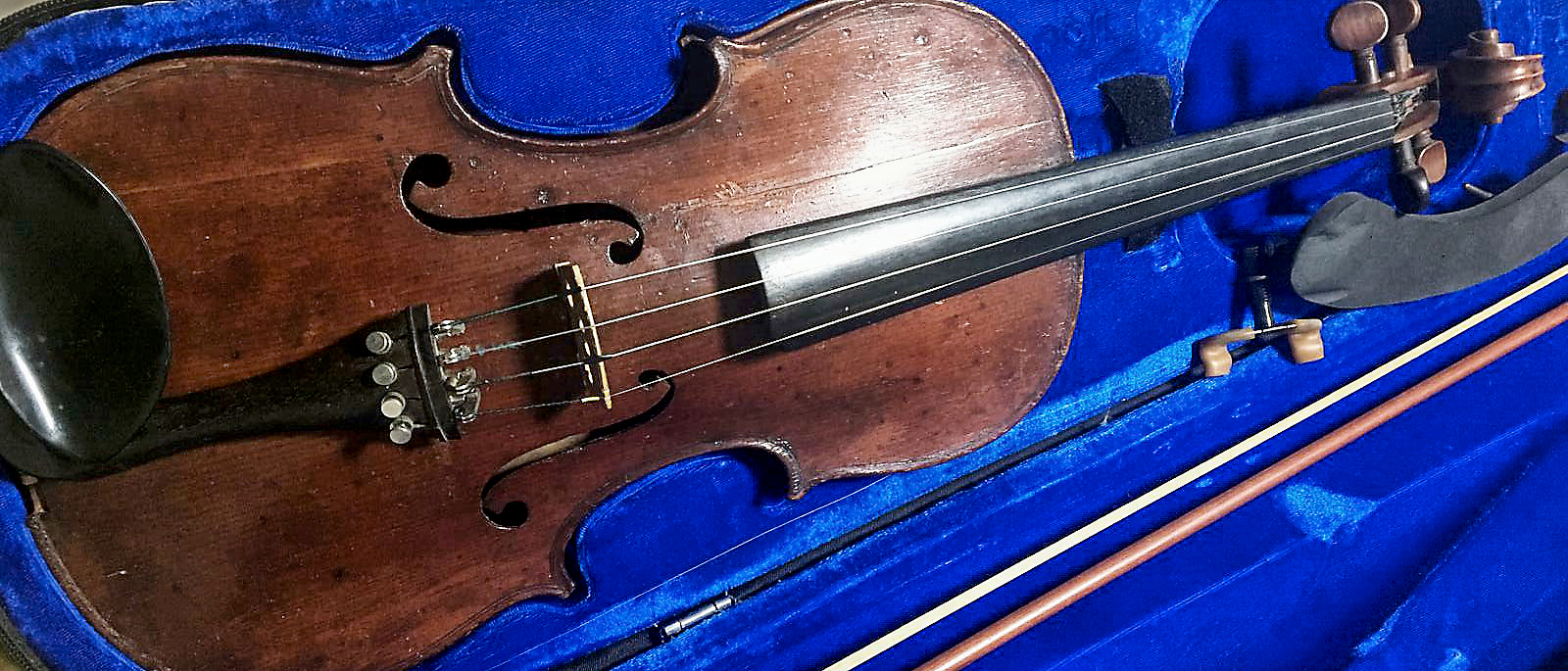
Violín de Guillermo Silveira. Col. particular, Madrid.

Si bien no existen datos que lo corroboren con total seguridad, tanto las semejanzas morfológicas visibles entre ambos instrumentos como alguna nota periodística de entonces parecen indicar que «[…] el viejo violín que su madre tocaba cuando él y sus hermanos eran pequeños» puede ser el que se muestra en esta y otras obras del artista tales como las que siguen:
- El violinista, 1975. Óleo sobre lienzo, 129 x 90 cm. «II Salón Municipal de Pintura y Escultura». Sevilla, mayo de 1975. «III Certamen Nacional de Pintura». Guadalajara, octubre de 1975. «Guillermo Silveira». Museo Provincial de Bellas Artes. Badajoz, 26 de marzo-31 de mayo de 2009 (n.º 48). Col. particular, Maracena, Granada.[34]
- Sin título (muchacha tocando el violín) (conocida paralelamente como Frustración II), firmada y fechada «G. SilveiraGG 82» en la parte inferior izquierda. Óleo sobre lienzo, 98 x 80 cm. Col. particular, Madrid.
- El violinista apasionado, firmada y fechada el «25 de junio de 1983». Sanguina sobre papel, 30 x 25 cm. Con motivo de la boda de su cuarta hija se imprimieron cierto número de copias de la obra sin que se conozca hasta el presente el paradero del trabajo original.
- El violinista apasionado, 1985. Óleo sobre tela, 116 x 77 cm. «Búsquedas». Palacio de los Barrantes-Cervantes. Trujillo (Cáceres), 15 de septiembre-29 de octubre de 2017 (sin numerar). «Guillermo Silveira – un puñetazo de alma». Sala Espacio CB Arte de la Fundación CB de Badajoz. Avda. Santa Marina n.º 25, 11-29 de enero de 2022 (sin numerar). Col. particular, Badajoz.[17][35]

### Hemerografía
- Gutiérrez Macías, Valeriano (29 may. 1968). «Premios de la III Bienal Extremeña de Pintura». ABC (Madrid): 95-96.
- Gutiérrez Macías, Valeriano (31 may. 1968). «CÁCERES: Han sido adjudicados los premios de la III Bienal Extremeña de Pintura». La Vanguardia (Barcelona): 9.
- Medina, Tico (23 ene. 1969). «Las cosas y las gentes de esta tierra: El pintor». Informaciones. Crónica de España (Madrid): 25.
- Olmedo, Manuel (17 jun. 1970). «La pintura en la Exposición Regional». ABC. Arte (Sevilla) (20 834): 57.
- Pagador, José M.ª (7 feb. 1985). «Silveira: La miseria del mundo transformada en belleza». Hoy. Cultura (Badajoz) (2): I-II.
- REDACCIÓN (1 nov. 1968). «Un cuadro de Silveira a Nueva York». Hoy (Badajoz): 9.
- REDACCIÓN (12 jul. 1970). «Premios de la Exposición Nacional de Arte Contemporáneo 1970». ABC (Sevilla): 40.
- REDACCIÓN (1 ago. 1971). «Dos noticias pictóricas». Hoy. La calle al habla (Badajoz): 9-10.
- Saavedra, Fernando (oct. 2014). «Mosaicos de Guillermo Silveira, a punto de desaparecer». Sharia (Asociación Amigos de Badajoz) (73): 4. DL BA 29-1998.
- VV. AA. (jun. 1971). «Arte». Revista de Fiestas (Ayuntamiento de Badajoz). La Minerva Extremeña. DL BA 143-1971. s. p.